# アルティストロワイヤル
アルティストロワイヤル (Artiste Royal) は、アイルランド生まれの競走馬、種牡馬である。全姉にディアヌ賞（フランスオークス）優勝馬アクアレリスト、従姉に1998年の1000ギニー優勝馬ケープヴェルディ、伯父に1993年のブリーダーズカップクラシック優勝馬アルカングがいる。
なお、性別上は牡馬であるが、発育不全により精巣が体内に残ったままの停留精巣の症状を抱えており、英語での性別表記では5歳以上の牡馬を表す「Horse（あるいはH）」ではなく、同症の持ち主であることを表す「Ridgeling（あるいはR）」と表記される。表出していないだけで睾丸自体は持っているため、騸馬ではない。

## 経歴
姉のアクアレリストと同じくデビューはフランスで迎え、ロンシャン競馬場の新馬戦で2着となった。2戦目で初勝利を挙げると、一般戦の2着を挿んで、続く一般戦・準重賞と2連勝した。しかし、重賞初挑戦となったG2ギョームドルナーノ賞では8着、次走のG3も6着に敗れ、平凡な戦績で3歳シーズンを終えた。
4歳になっての復帰2戦をそれぞれ2着・4着として、4度目の重賞挑戦となったG3ラ・クープで重賞を初制覇した。この後馬主が変わり、アメリカの女性調教師ローラ・ドセルーの元に転厩、以後同地を主戦場に走ることとなった。移籍後は好走を繰り返していたものの、6歳を迎えるまでに8戦して2着3回、3着3回と勝ちきれない競馬を続けていた。
5歳最後の競走となったハリウッドターフカップハンデキャップの後にローラ・ドセルーが引退し、代わって名調教師ニール・ドライスデールが新たな担当となった。その後長期の休養を経て、デルマー競馬場の一般戦で復帰し3着とした後、前年3着に敗れていたCLハーシュ記念ターフ選手権ステークスに出走。前年の優勝馬ザティンマンを1馬身差し切り、念願のG1制覇を遂げた。
この年は日本のジャパンカップにも出走しており、7番人気で勝ち馬アドマイヤムーンの8着に敗れている。
7歳となった2008年シーズンは、フランク・E・キルローマイルハンデキャップ(G1)から始動して2着、続くアーケイディアハンデキャップ(G2)では4着、ウッドフォードリザーブ・ターフクラシック(G1)では勝ち馬アインシュタインに2馬身離された3着と、勝ちきれない競馬が続いていた。しかし6月7日のチャールズウィッティンガムメモリアルハンデキャップにおいて西海岸の古豪ラヴァマン、およびモンザントとのクビ差の激戦を制して優勝、G1競走2勝目を挙げた。その後5ヶ月の休養が当てられ、休養後の11月に一般競走に出走したが2着、また香港カップへも遠征したが11着と大敗した。
8歳となった2009年はサンマルコスステークス(G2)から始動し、1番人気に応えてこれを快勝した。しかし以後は勝ち星をつかむことなく、翌戦のフランク・E・キルローマイルハンデキャップ(G1)は5着、サンルイレイハンデキャップ(G2)では3着、連覇のかかったチャールズウィッティンガムメモリアルハンデキャップ(G1)もミッドシップスの3着に敗れた。以後もアメリカンハンデキャップ(G2)2着、エディーリードハンデキャップ(G1)4着、デルマーハンデキャップ(G2)4着と敗れ続け、再度出走したCLハーシュ記念ターフ選手権ステークスで6着に終わったのを最後に競走生活の引退が宣言された。引退後はフランスのエトリアム牧場で種牡馬となった。

### 年度別成績
- 3歳-7戦3勝
- 4歳-4戦1勝（ラクープ・仏G3）
- 5歳-7戦0勝
- 6歳-3戦1勝（CLハーシュ記念ターフ選手権ステークス・米G1）
- 7歳-6戦1勝（チャールズウィッティンガムメモリアルハンデキャップ・米G1）
- 8歳-8戦1勝（サンマルコスステークス・米G2）

## 血統表
| アルティストロワイヤルの血統      | アルティストロワイヤルの血統                                          | アルティストロワイヤルの血統                                          | （血統表の出典）                                                      | （血統表の出典） |
| 父系                              | ダンジグ系                                                            | ダンジグ系                                                            | ダンジグ系                                                            | [ § 2 ]          |
| 父 *デインヒル Danehill 1986 鹿毛 | 父の父Danzig 1977 鹿毛                                                | Northern Dancer                                                       | Nearctic                                                              | Nearctic         |
| 父 *デインヒル Danehill 1986 鹿毛 | 父の父Danzig 1977 鹿毛                                                | Northern Dancer                                                       | Natalma                                                               |                  |
| 父 *デインヒル Danehill 1986 鹿毛 | 父の父Danzig 1977 鹿毛                                                | Pas de Nom                                                            | Admiral's Voyage                                                      | Admiral's Voyage |
| 父 *デインヒル Danehill 1986 鹿毛 | 父の父Danzig 1977 鹿毛                                                | Pas de Nom                                                            | Petitioner                                                            |                  |
| 父 *デインヒル Danehill 1986 鹿毛 | 父の母Razyana 1981 鹿毛                                               | His Majesty                                                           | Ribot                                                                 | Ribot            |
| 父 *デインヒル Danehill 1986 鹿毛 | 父の母Razyana 1981 鹿毛                                               | His Majesty                                                           | Flower Bowl                                                           |                  |
| 父 *デインヒル Danehill 1986 鹿毛 | 父の母Razyana 1981 鹿毛                                               | Spring Adieu                                                          | Buckpasser                                                            | Buckpasser       |
| 父 *デインヒル Danehill 1986 鹿毛 | 父の母Razyana 1981 鹿毛                                               | Spring Adieu                                                          | Natalma                                                               |                  |
| 母 Agathe 1991 栗毛               | 母の父Manila 1983 鹿毛                                                | Lypahrd                                                               | Northern Dancer                                                       | Northern Dancer  |
| 母 Agathe 1991 栗毛               | 母の父Manila 1983 鹿毛                                                | Lypahrd                                                               | Goofed                                                                |                  |
| 母 Agathe 1991 栗毛               | 母の父Manila 1983 鹿毛                                                | Dona Ysidra                                                           | Le Fabuleux                                                           | Le Fabuleux      |
| 母 Agathe 1991 栗毛               | 母の父Manila 1983 鹿毛                                                | Dona Ysidra                                                           | Matriarch                                                             |                  |
| 母 Agathe 1991 栗毛               | 母の母Albertine 1981 鹿毛                                             | Irish River                                                           | Riverman                                                              | Riverman         |
| 母 Agathe 1991 栗毛               | 母の母Albertine 1981 鹿毛                                             | Irish River                                                           | Irish Star                                                            |                  |
| 母 Agathe 1991 栗毛               | 母の母Albertine 1981 鹿毛                                             | Almyre                                                                | Wild Risk                                                             | Wild Risk        |
| 母 Agathe 1991 栗毛               | 母の母Albertine 1981 鹿毛                                             | Almyre                                                                | Ad Gloriam                                                            |                  |
| 母系(F-No.)                       | 8号族(FN:8-f)                                                         | 8号族(FN:8-f)                                                         | 8号族(FN:8-f)                                                         | [ § 3 ]          |
| 5代内の近親交配                   | Northern Dancer 3×4=18.75%、Natalma 4×4×5=15.63%、Wild Risk 4×5=9.38% | Northern Dancer 3×4=18.75%、Natalma 4×4×5=15.63%、Wild Risk 4×5=9.38% | Northern Dancer 3×4=18.75%、Natalma 4×4×5=15.63%、Wild Risk 4×5=9.38% | [ § 4 ]          |
| 出典                              | 1. 2. 3. 4.                                                           | 1. 2. 3. 4.                                                           | 1. 2. 3. 4.                                                           | 1. 2. 3. 4.      |

### 主な近親
- Aquarelliste（全姉-ディアヌ賞・仏G1、ヴェルメイユ賞・仏G1、ガネー賞・仏G1）
- Agathe（母-プシシェ賞・仏G3、フランス1000ギニー2着）
- アルカング（伯父-ブリーダーズカップクラシック・米G1、イスパーン賞・仏G1など）
- Cape Verdi（従姉-1000ギニー・英G1、ロウザーステークス・英G2）
- Abgara（従妹-ビヴァリーDステークス・米G1、ダイアナハンデキャップ・米G1など）
- Actrice（従妹-コリーダ賞・仏G2）
- Ashmore（大伯父-ドーヴィル大賞典・仏G2 2回、ジャンドショードネイ賞・仏G2）